# Palacephala erichsoni
Palacephala erichsoni är en skalbaggsart som beskrevs av Johann Christoph Friedrich Klug 1855. Palacephala erichsoni ingår i släktet Palacephala och familjen Melolonthidae. Inga underarter finns listade i Catalogue of Life.